# Protothelenellaceae
Protothelenellaceae is een botanische naam voor een familie van korstmossen behorend tot de orde Baeomycetales. Het typegeslacht is Protothelenella.

## Geslachten
De familie bestaat uit de volgende vijf geslachten:
- Mycowinteria
- Phaeothrombis
- Protothelenella
- Wernera
- Werneromyces